# 목포용호초등학교
목포용호초등학교는 대한민국 전라남도 목포시에 있는 공립 초등학교이다.

## 학교 연혁
- 1969년 9월 3일 목포용당국민학교로 인가
- 1970년 3월 25일 목포용당국민학교로 개교
- 1971년 9월 1일 목포용호국민학교로 교명을 변경
- 1995년 3월 8일 병설유치원 2학급 개원
- 1996년 3월 1일 목포용호초등학교로 개칭
- 2013년 12월 10일 대한민국 100대 교육과정 우수학교 선정
- 2014년 2월 13일 제42회 졸업(61명) 총 10,554명
- 2014년 3월 1일 제18대 최복주 교장 부임
- 2015년 2월 13일 제43회 졸업(51명) 총 10,605명

## 참고 자료
- 목포용호초등학교 - 한국교육학술정보원 학교알리미